# Marie-Christine Debourse
Marie-Christine Debourse (* 24. září 1951, Wambrechies, Nord-Pas-de-Calais) je bývalá francouzská atletka, která se věnovala víceboji a skoku do výšky.

## Kariéra
V roce 1969 na evropském šampionátu v Athénách obsadila 11. místo v pětiboji. O tři roky později reprezentovala na letních olympijských hrách v Mnichově, kde pětiboj (100 m př., vrh koulí, výška, skok daleký, běh na 200 m) dokončila s počtem 4 239 bodů na 17. místě.
V roce 1975 získala na halovém ME v polských Katovicích stříbrnou medaili ve skoku do výšky. Ke stříbru ji stačilo zdolat 183 cm. Většina výškařek na této výšce neuspěla, mj. i Italka Sara Simeoniová. Výše skočila jen Rosemarie Ackermannová z NDR, která překonala 192 cm.
Na halovém ME 1976 v Mnichově skončila těsně pod stupni vítězů, na 4. místě, když skočila 186 cm. Bronz mj. vybojovala Milada Karbanová za 189 cm. Na letní olympiádě v Montrealu se umístila ve finále výšky na 15. místě (184 cm).